# 广东毛脉槭
广东毛脉槭（学名：Acer pubinerve var. kwangtungense）为槭树科槭属下的一个变种。

## 扩展阅读
- 維基物種上的相關：广东毛脉槭